# 羽鳥兼市
羽鳥 兼市（はとり けんいち、1940年10月12日 - ）は実業家、ガリバーインターナショナル（現:株式会社IDOM）の創業者、取締役会長。

## 人物
福島県須賀川市出身、福島県立須賀川高等学校を卒業後に父親が経営する羽鳥自動車工業に入社。
1966年に義兄と共同でクレーン事業などを手がける羽鳥総業を設立。
1975年に同業者の会社の不渡り事件で、3億円以上の負債を抱えて1976年に倒産。
同年東京マイカー販売を設立。中古車ビジネスに進出。
1994年に車の買い取り部門として「ガリバー」1号店を開設、同年10月にガリバーインターナショナルを設立した。
2000年、当時の最短記録で東証2部に上場。2003年には、東証1部上場。

## テレビ番組
- 日経スペシャル カンブリア宮殿 「"非常識"の発想で儲けろ」（2008年7月14日、テレビ東京）- ガリバーインターナショナル 会長として出演[1]。

## 書籍

### 著書
- 『非常識であれ！ ユーラシア大陸走破で証明したガリバー流“挑む経営"の神髄』（著者:羽鳥兼市 大角理佳 ガリバー・ユーラシア・マラソン・チーム）（2013年1月25日、日経BP社）ISBN 9784822264468
- 『私の経営学(5)』（著者:江尻義久 大須賀正孝 羽鳥兼市 川田達男 富山幹太郎）（2016年9月1日、商工中金経済研究所）ISBN 9784904735282

### 関連書籍
- 『クルマ界のすごい12人』（著者:小沢コージ）（2008年6月16日、新潮社 新潮新書）ISBN 9784106102691 - ゲーム・デザイン・中古車・外車・板金・エアロパーツ・レース・書籍・金型など、成功した12人を収録